# Karwei (klus)
Een karwei is een klus die geklaard moet worden, hetzij als onderdeel van een opdracht van een klant of gezagdrager, hetzij omdat men zichzelf iets ten doel heeft gesteld. Van oudsher betrof een karwei de ambachtelijke sfeer, maar bij uitbreiding wordt het woord ook in algemene zin gebruikt, als synoniem voor een klus.

## Etymologie
Het woord werd in 1294 opgeschreven als "corweie". De betekenis was oorspronkelijk dezelfde als die van het (oorspronkelijk Franse) woord corvee, namelijk "herendienst", van het middellatijnse corvada, van corrogâta (opera), "werk waartoe men (in casu de herendienstplichtigen) wordt opgeroepen", van corrogâre, "oproepen".

## Slagzin
Laat Lubbers zijn karwei afmaken was de slagzin van het CDA, met Ruud Lubbers als lijsttrekker, in de verkiezingen van 1986. Met een resultaat van 54 zetels, waarvan 9 nieuw, was de campagne bijzonder succesvol voor de regeringspartij. De spreuk werd later ook veel geparodieerd.

## Varia
- De Nederlandse winkelketen Karwei heeft zich vernoemd naar het woord.